# Vlambeer
Vlambeer est un studio indépendant de développement de jeux vidéo fondé en 2010 et basé aux Pays-Bas.

## Caractéristiques
Le studio cherche à diversifier les jeux vidéo en ouvrant à des genres autres que les combats.

## Ludographie
- 2010 : Super Crate Box
- 2011 : Karate
- 2011 : Serious Sam: The Random Encounter
- 2012 : Gun Godz
- 2012 : Yeti Hunter
- 2013 : Ridiculous Fishing
- 2014 : Luftrausers
- 2015 : Nuclear Throne